# Húrin
En el universo imaginario de J. R. R. Tolkien, Húrin es un personaje importante dentro de los acontecimientos narrados en El Silmarillion y Los hijos de Húrin. Húrin era un Hombre perteneciente a una de las Tres Casas de los Edain, la de Hador Lórindol. Nació en el año 441 de la Primera Edad del Sol en Dor-lómin, siendo hijo de Galdor (el segundo señor de Dor-lómin) y de Hareth de la Casa de Haleth. Se casó con Morwen, una dama de la Primera Casa, y fue padre de tres hijos: Túrin, Lalaith y Nienor. Era un hombre bajo, pero de poderosa complexión.

## Historia
En el año 462 P. E., Galdor murió en la ruptura del asedio de la torre élfica de Barad Eithel. Tras este episodio, Húrin marchó con su hermano Huor a seguir la guerra contra los orcos. La compañía de Húrin fue separada del resto de sus hombres en Brithiach y de allí con la ayuda de Ulmo (quien levantó una densa niebla que les permitió escapar) pasaron a Dimbar, región en la que erraron sin rumbo hasta que Thorondor, señor de las águilas, mando a unas compañeras a rescatarlos. Las águilas los llevaron a Gondolin; en donde Turgon los recibió con honores. Allí moraron por más de un año, hasta que le pidieron al Rey que los dejaran ir, puesto que querían continuar la guerra. Hurín y Huor partieron sin revelar a nadie la localización de Gondolin y jurando mantener el secreto.
Cuando Morgoth mandó sitiar Hithlum, Húrin expulsó a los Orcos de las Ered Wethrin desde Eithel Sirion, persiguiéndolos hasta Ard-Galen; por ello gobernó la casa de Hador y fue vasallo de Fingon.
En la Batalla de las Lágrimas Innumerables, en el 473 PE, Húrin y su hermano Huor junto a los Hombres de Hador defendieron la retaguardia del ejército de Gondolin, lo que le permitió a Turgon escapar. Y con los Hombres restantes retrocedieron hasta el marjal de Serech y allí lucharon hasta el fin. Al anochecer del sexto día, Huor fue asesinado.
Al final sólo Húrin seguía en pie, al fin arrojó su escudo, agarró el hacha de un capitán orco y la esgrimió con ambas manos y el hacha humeó con la sangre negra de la guardia de trolls de Gothmog y con cada golpe que daba, él lanzaba el grito de ¡Aurë entuluva! ¡Ya se hará de nuevo el día!. 70 veces lanzó el grito pero al final fue capturado vivo y llevado a Angband. Allí, Morgoth intentó intimidarlo pero Húrin lo desafío y se burló de él, entonces Morgoth maldijo a todo su linaje. Luego lo encadenó a un asiento de roca en la cima del monte Thangorodrim durante veintiocho años. Pero Húrin nunca pidió clemencia para él ni para su familia.
Un año después de la muerte de su hijo Túrin, Húrin ayudó sin darse cuenta a Morgoth a encontrar la localización exacta de Gondolin, puesto que este fingió dejarlo libre y lo hizo seguir. Cuando se dirigió a buscar a su familia a Dor-lómin; pasó por Hithlum y al llegar a las Montañas Circundantes se acordó de Turgon y maldijo en voz muy alta a este porque no podía recordar el lugar de entrada a Gondolin y esto fue escuchado por Morgoth quien detectó la región en donde se encontraba la ciudad oculta.
En un sueño creyó oír a Morwen que lo llamaba desde Brethil y cuando despertó fue en su búsqueda, hallando a su esposa en Cabed-en-Naeramarth sentada en la sombra de la piedra que servía de lápida de su hijo Túrin, el día en que esta murió. 
Luego fue a Nargothrond, donde mató al enano mezquino Mîm por haber traicionado a su hijo, recuperó el collar, el Nauglamír, y se lo llevó a Thingol que estaba en Menegroth. Allí, y creyendo en las mentiras de Morgoth se enfrentó al Rey, pero Melian contó todo como realmente había pasado, entonces Húrin pidió disculpas y la maia limpió su mente de los torturadores engaños de Morgoth. Antes de que Húrin se alejara para morir arrojándose al mar occidental, devolvió el Nauglamir a Thingol.